# Tiberiu Bone
Tiberiu Bone (n. 13 aprilie 1929 — d. 23 martie 1983) a fost un fotbalist român din Oradea. A jucat pe postul de mijlocaș central.
La 17 ani joacă la Jiul, iar din 1950 trece la Steaua, unde câștigă 6 titluri: în 1951, 1952, 1953, 1956, 1960, 1961 și 4 Cupe ale României: în 1950, 1951, 1952, 1955. În Divizia A a jucat 270 de meciuri și a marcat 10 goluri. A strâns 12 selecții la națională. Din 1962 devine antrenor al juniorilor Stelei, până în 1964. După șase ani, revine în aceeași calitate.